# Formica pergandei
Formica pergandei é uma espécie de formiga do gênero Formica, pertencente à subfamília Formicinae.